# فابيانا سيلفا
فابيانا سيلفا (بالبرتغالية: Fabiana Silva‏) هي لاعبة كرة الريشة برازيلية، ولدت في 27 يوليو 1988 في نيتيروي في البرازيل.

## وصلات خارجية
- فابيانا سيلفا على موقع BWF.tournamentsoftware.com (الإنجليزية)
- فابيانا سيلفا على موقع BWFbadminton.com (الإنجليزية)
- فابيانا سيلفا على موقع اللجنة الأولمبية الدولية (الإنجليزية)
- فابيانا سيلفا على موقع أوليمبيديا (الإنجليزية)